# Simon Isaac
Simon Isaac (* 3. Juli 1881 in Köln; ✡ 20. Februar 1942 in London) war ein deutscher Internist und Diabetesforscher jüdischer Herkunft.

## Leben
Isaacs Eltern waren der Prokurist Jeremias Hermann Isaac und dessen Frau Rosalia, geb. Ochs. Nach dem Abitur 1899 am Städtischen Gymnasium in Köln studierte Isaac Medizin, zunächst an der Universität Bonn, dann in Straßburg. 1904 legte er das Staatsexamen ab und wurde promoviert. Anschließend arbeitete er als Assistenzarzt bei Friedrich Kraus an der Charité und ab 1906 dann bei Oskar de la Camp in Marburg. Von 1907 bis 1908 machte er eine Weiterbildung am Institut für Pathologie der Universität Basel und von 1908 bis 1913 wurde er vom Diabetesforscher Wilhelm Weintraud in Wiesbaden ausgebildet. Hier arbeitete er eng mit Erich Frank in der Diabetesforschung zusammen. 1913 wechselte Isaac nach Frankfurt, wo er bis 1922 Mitarbeiter von Julius Strasburger an der Medizinischen Universitätspoliklinik war. Im Ersten Weltkrieg war Isaac in verschiedenen Feldlazaretten tätig und wurde 1916 habilitiert. 1921 wurde er außerordentlicher Professor an der Universität Frankfurt. Isaac forschte insbesondere im Bereich der Stoffwechselforschung, wobei er mit Gustav Embden und Carl von Noorden zusammenarbeitete. 1922 ging Isaac dann an die „Privatklinik für Zuckerkranke und diäetetische Kuren“ in Frankfurt-Sachsenhausen, die erste Diabetes-Klinik in Europa. Als einer der ersten Mediziner wandte Isaac Insulin in der Diabetes-Therapie an. 1925 wurde Isaac Ärztlicher Leiter der Abteilung für Innere Medizin am Krankenhaus der Israelitischen Gemeinde in Frankfurt. Hier konnte er bis 1939 tätig sein – seine Lehrbefugnis war ihm schon 1935 entzogen worden. 1939 floh Isaac nach London.

## Veröffentlichungen (Auswahl)
- Über das Auftreten von Purinbasen bei der Autolyse. Müh, Straßburg i. E. 1904 (Straßburg, Univ., Med. Diss., 1904).
- Verordnungsbuch und diätetischer Leitfaden für Zuckerkranke: mit 149 Kochvorschriften; zum Gebrauche für Ärzte und Patienten. Springer, Berlin 1923.
- Über Wesen und Behandlung der Fettsucht. Kabitzsch, Leipzig 1924 (Würzburger Abhandlungen aus dem Gesamtgebiet der Medizin; N.F. 1,6).
- mit Carl von Noorden: Hausärztliche und Insulin-Behandlung der Zuckerkrankheit: drei Aufsätze. Springer, Berlin 1925.
- mit Carl von Noorden: Die Zuckerkrankheit und ihre Behandlung: mit 30 Abbildungen, 8. vermehrte und umgearbeitete Auflage. Springer, Berlin 1927.
- Krankheiten des Stoffwechsels. 2., vollkommen neu bearbeitete Auflage. Thieme, Leipzig 1929 (Diagnostische und therapeutische Irrtümer und deren Verhütung. Innere Medizin; 1).